# Assedio di Monticchiello
L'assedio di Monticchiello è stato uno degli episodi, avvenuto tra il 28 febbraio ed il marzo 1553, della guerra di Siena.

## Antefatto
Il 26 luglio 1552, il popolo senese insorse contro la dominazione spagnola dando via alla Guerra di Siena. Mesi dopo, a seguito della risoluzione di alcuni problemi, Carlo V iniziò a preparare la propria vendetta e, all'inizio del 1553, un enorme contingente composto sbarcò a Napoli e si diresse in Toscana, dove si unì con l'esercito fiorentino (per un totale di 16 000 uomini). Questo esercito da subito mise sottosopra alcune aree della Val di Chiana, conquistando molti castelli, fino ad arrivare alla città di Pienza, che fu conquistata.

## Svolgimento
Dopo Pienza, il contingente si diresse verso Monticchiello, che era considerata la seconda fortezza della Repubblica dopo Montalcino, anche se agli occhi degli imperiali era solo un posto disperso nel nulla, facile da conquistare. Così gli spagnoli arrivarono a Monticchiello, convinti che gli abitanti si sarebbero arresi solo alla loro vista, ma la risposta fu una scarica di archibugiate. Quindi gli spagnoli decisero di porvi assedio, dando così inizio così il 28 febbraio del 1553 l'assedio di Monticchiello. La presa spagnola sulla fortezza dovette subito diminuire, in quanto il rigido inverno, aveva imbiancato la Val d'Orcia e le operazioni di spostamento delle artiglierie erano rallentate. Don García decise di ritirare la maggior parte delle proprie truppe a Pienza ed a Montefollonico, solo pochi uomini rimasero a controllo dei primi cannoni puntati su Monticchiello. A difesa delle mura cittadine erano presenti tre compagnie di soldati, che contavano in tutto 400 uomini con il supporto dei 500 abitanti di Monticchiello, comandate da tre uomini formidabili: Clemente da Trivinano, Giovan Battista Castelli e Adriano Baglioni. Il comando della rocca era affidato a Deifebo Zuccantini detto Abbruciato.
Gli spagnoli tentarono una prima irruzione, che venne sventata dalle milizie della cittadina perché meglio preparate e meglio disciplinate di quelle truppe spagnole con pochissima esperienza e male comandate da due capi che si odiavano.
Dopo pochi giorni di bombardamento Monticchiello era già allo stremo, anche se aveva subito poche perdite, il paese era rimasto senza viveri e con poche munizioni. L'11 di marzo, a seguito di lunghi cannoneggiamenti, assaltarono il piccolo borgo che rispose in maniera brutale: centinaia di canne di archibugi e moschetti iniziarono a sparare sui nemici, causando una vera e propria strage. Mentre venivano ricaricate le armi, una pioggia di mattoni, pietre, tegole e suppellettili si abbatté sui superstiti che dopo poco furono risottoposti al fuoco. Chi cercò di salire dalle mura, venne respinto dai cittadini, che lanciarono giù per le mura delle enormi travi. I rimanenti fuggirono di fretta fuori dalla porta. L'indomani i montichiellesi effettuarono una sortita, sorprendendo i nemici, facendo una strage di circa 100 uomini. Però dopo un cannoneggiamento ed un altro le mura di Monticchiello cedettero ed il 17 marzo il Baglioni si arrese. Don García per onorare il coraggio del nemico, autorizzo l'uscita dei difensori a bandiere spiegate. La difesa di Monticchiello era stata utile a Montalcino, prossima meta, per il continuo della costruzione delle fortificazioni.

## Conseguenze
Monticchiello cadde eroicamente, concedendo più tempo a Montalcino, prossimo obiettivo degli spagnoli, per rinforzarsi. Il 27 marzo fu infatti posto assedio a Montalcino, che durò 80 giorni ed ebbe esito differente.